# Velles, Haute-Marne
Velles är en kommun i departementet Haute-Marne i regionen Grand Est (tidigare regionen Champagne-Ardenne) i nordöstra Frankrike. Kommunen ligger i kantonen Laferté-sur-Amance som tillhör arrondissementet Langres. År 2022 hade Velles 62 invånare.

## Befolkningsutveckling
Antalet invånare i kommunen Velles
| Referens: INSEE |